# Nikolai Kinski
Nanhoï Nikolai Kinski (ur. 30 lipca 1976 w Paryżu) – francusko-amerykański aktor filmowy i telewizyjny.

## Życiorys

### Wczesne lata
Urodził się w Paryżu jako syn niemieckiego aktora polskiego pochodzenia Klausa Kinskiego (1926-1991) i jego trzeciej żony Minhoi Geneviève Loanic, urodzonej w Wietnamie modelki, która poznała Kinskiego, gdy miała 19 lat. Minhoi w wieku siedmiu lat wraz z rodziną przeniosła się do Francji. Jego ojciec miał także dwie starsze córki z poprzednich małżeństw – Polę (ur. 23 marca 1952 w Berlinie) i Nastassję (ur. 24 stycznia 1961 w Berlinie). Po rozwodzie rodziców w 1979 roku, jego rodzina przeprowadziła się do Kalifornii, gdzie Nikolai wychowany był głównie przez matkę. Nigdy nie był blisko z przyrodnimi siostrami, które mieszkały przez większość czasu w Niemczech.

### Kariera
Od wczesnych lat młodzieńczych zainteresował się aktorstwem. Zadebiutował w wieku 13 lat jako Achille Paganini w biograficznym filmie włosko-francuskim Kinski Paganini (1989) u boku i w reżyserii swojego ojca. W połowie lat 90. uczył się w szkole teatralnej przy University of California, Los Angeles.
Zagrał potem w komedii romantycznej Tortilla Soup (2001) u boku Jacqueline Obradors, Héctora Elizondo i Raquel Welch, fantastycznonaukowym Æon Flux (2005) z Charlize Theron, thrillerze Kanibal z Rotenburga (Grimm Love, 2006), a także serialu ARD Tatort (Miejsce zbrodni, 2005). W austriackim filmie biograficznym Klimt (2006) z tytułową rolą Johna Malkovicha wcielił się w postać Egona Schielego. We włoskim miniserialu Maria z Nazaretu (Maria di Nazaret, 2012) wystąpił jako Judasz Iskariota. We francuskim dramacie biograficznym Jalila Lesperta Yves Saint Laurent (2014) zagrał światowej sławy projektanta mody Karla Lagerfelda.